# 藤牡丹
藤牡丹（学名：Diplectria barbata）为野牡丹科藤牡丹属下的一个种。